# Lichnowscy

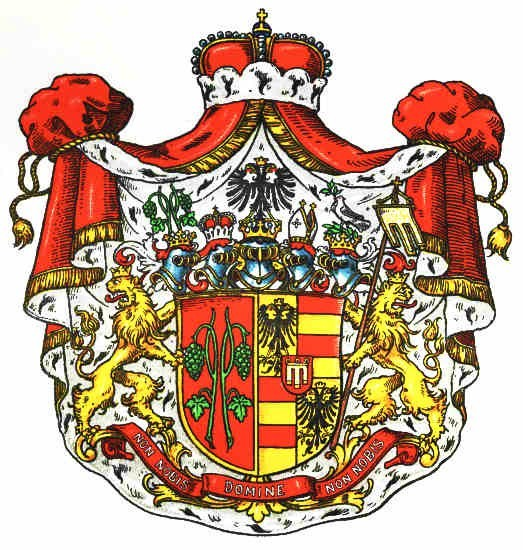
Herb książęcy Lichnowskich (Lichnowsky Werdenberg)

Lichnowscy (niem. Lichnowsky, czes. Lichnovští z Voštic) – ród nie do końca znanego pochodzenia, prawdopodobnie z Górnego Śląska, Polski lub Czech, ale możliwe również, że z Burgundii.

## Historia rodu
Pierwsze informacje historyczne o rodzie pochodzą z końca XV wieku, gdy „(...) Janusz z Woszczyc koło Pszczyny, w latach 1498–1507 sędzia ziemski księstwa karniowskiego, ożenił się z Zofią z możnego rodu morawsko-śląskiego Drahotuszów, wdową po Mikołaju z Lichnova. Żona wniosła mu w posagu majątek swojego pierwszego męża – Lichnov koło Bruntálu (Czechy). Miał czterech synów: Henryka, Piotra, Kaspra i Bernarda, którzy zaczęli posługiwać się nazwiskiem 'Lichnowski z Woszczyc'”.
Znaczenie rodu Lichnowskich znacznie wzrosło w XVIII i XIX wieku. W 1702 Franciszek Bernard Lichnowski otrzymał dyplom czeskiego barona z tytułem „wielmożny”. W roku 1727 baron Franciszek Bernard von Lichnovski, starosta księstwa opawskiego, otrzymał dyplom czeskiego hrabiego z tytułem „Jaśnie wielmożny”. Hrabia Jan Karol Lichnowski został w 1760 roku tajnym radcą apelacyjnym i podkomorzym cesarskim. Tajny cesarski radca Ferdinand Karl Johannes von Lichnovski w roku 1773 otrzymał tytuł pruskiego księcia dla primogenitury, a w roku następnym (1774) tytuł księcia Rzeszy Niemieckiej. Książę Edward Lichnowski otrzymał w 1824 roku tytuł księcia dziedzicznych ziem Habsburgów. W 1854 roku ród zyskał członkostwo w pruskiej Izbie Panów, a w 1861 roku tytuł „Książęca Mość”.
Ród był jednym z największych pracodawców na Górnym Śląsku i Śląsku czeskim i posiadaczem wielkiej własności ziemskiej na terenie Austrii, Czech, Moraw i Śląska. Lichnowscy utrzymywali bliskie kontakty z muzykami, takimi jak Beethoven, Mozart, Liszt i Chopin.

## Posiadłości rodu na Śląsku
Na Śląsku w skład majątku Lichnowskich wchodziły m.in.: Chuchelná koło Hulczyna, Hradec nad Moravicí, Krzyżanowice niedaleko Raciborza (od 1775), majątek Grabówka (od 1730), Łubowice (od połowy XVII w. do 1723). W 1788 Jan Karol Lichnowski założył ordynację z następujących dóbr (w nawiasie lata przynależności do rodu Lichnowskich):
- dobra Chuchelná (pocz. XVII wieku), Borzucin (lub Borucin), Bolesław (od 1679), Owsiszcze, Píšť (od 1625), Szczepankowice i inne
- dobra Grabówka ze wsiami: Lubomia, Syrynia, Nieboczowy (od 1730)
- dobra Pszów (1774-1806) ze wsiami: Rydułtowy, Zawada, Doły
- dobra Krzyżanowice ze wsiami: Roszków i Rudyszwałd.

Lichnowscy rządzili ordynacją (majoratem) do roku 1941. Ostatnim panem majoratu był Wilhelm Lichnowski, ur. 1 lipca 1905 roku w Grodźcu.

## Rodowy herb Lichnowskich
Herb Lichnowskich stanowią dwie zielone gałązki winorośli z fioletowymi kiściami winogron i liśćmi, w klejnocie – na koronie szlacheckiej powtórzona figura heraldyczna z tarczy oraz czerwono-zielone labry. Podobnie wygląda herb i flaga Chuchelnej.

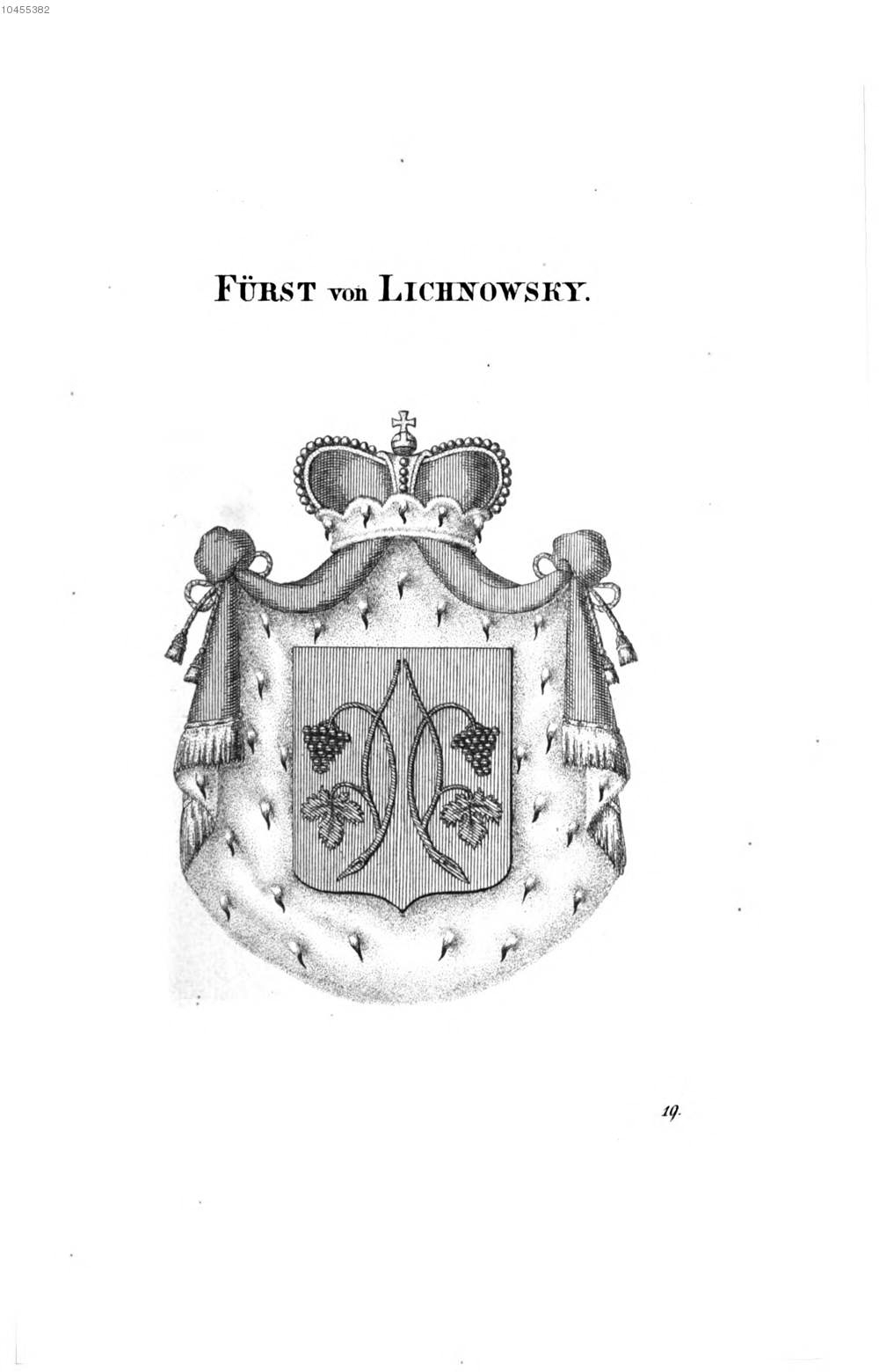
Herb Karola von Lichnowsky
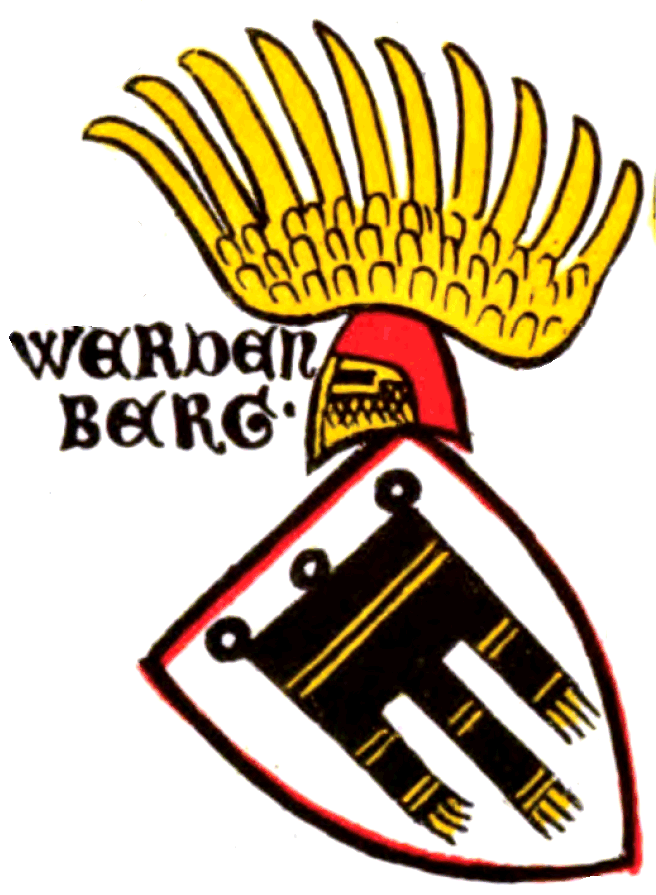
Herb Werdenberg
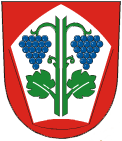
Herb Chuchelnej
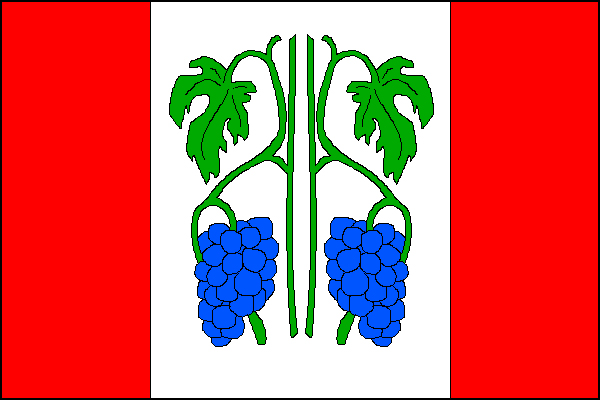
Flaga Chuchelnej